# The Late Edwina Black
The Late Edwina Black (Wijlen Edwina Black) is een Britse dramafilm uit 1951, geregisseerd door Maurice Elvey. De film is gebaseerd op een toneelstuk van William Dinner en William Morum.

## Verhaal
Edwina Black is net overleden en bij velen overheerst een gevoel van opluchting. Dit geldt in het bijzonder voor haar onderdrukte weduwnaar Gregory en haar gezelschapsmeisje Elizabeth. In het geheim zijn zij al een tijdje geliefden van elkaar. De plaatselijke arts beveelt een post mortem-onderzoek, waaruit blijkt dat Edwina's lichaam vol arsenicum zit.
Rechercheur Martin heeft de opdracht gekregen om de zaak tot op de bodem uit te zoeken en zijn verdenkingen vallen op Gregory en Elizabeth. Zij staan net op het punt om te vertrekken voor een romantische reis naar Venetië. Martin maakt schijnbaar onschuldige maar beladen observaties in de hoop wederzijdse achterdocht op te wekken. Al snel beschuldigen Gregory en Elizabeth elkaar van het toedienen van het arsenicum. Uiteindelijk blijkt Ellen op verzoek van Edwina vlak voor haar overlijden het arsenicum te hebben toegediend om Gregory en Elizabeth hiervan te kunnen beschuldigen en hen zo te straffen. Gregory en Elizabeth vertrekken alsnog naar Venetië. 

## Rolverdeling
| Acteur               | Personage                   |
| -------------------- | --------------------------- |
| David Farrar         | Gregory Black               |
| Geraldine Fitzgerald | Elizabeth Graham            |
| Roland Culver        | rechercheur Martin          |
| Jean Cadell          | Ellen                       |
| Mary Merrall         | lady Southdale              |
| Harcourt Williams    | dokter Septimus Prendergast |
| Ronald Adam          | schoolhoofd                 |
| Charles Heslop       | predikant                   |